# سنجاب زمینی تیان‌شان
سنجاب زمینی تیان‌شان (نام علمی: Spermophilus ralli) نام یک گونه از سرده دانه‌دوست‌ها است.